# 阿赫迈德
阿赫迈德（II. Ahmed，?—?），西喀喇汗国第12代汗，蘇來曼·本·達吾提之孙、穆罕默德·本·蘇來曼之子。原来镇守一方，1130年，穆罕默德·本·蘇來曼被塞尔柱王朝围攻，召他救援，未至撒马尔罕之时，穆罕默德·本·蘇來曼被塞尔柱王朝俘虏，阿赫迈德要自立为西喀喇汗，不久被塞尔柱王朝镇压。
| 前任： 穆罕默德·本·蘇來曼 | 西喀喇汗国可汗 1129年—1132年 | 繼任： 伊卜拉欣二世 |